# Marimanha
L'espai natural protegit de Marimanha està format per un conjunt muntanyós de notable complexitat i de gran diversitat paisatgística que tanca la Val d'Aran pel sector de llevant. Aquest espai és una bona mostra dels sistemes naturals de l'alta muntanya catalana, de transició entre els vessants septentrionals i meridionals dels Pirineus Centrals, i és per això que participa de moltes de les característiques comunes dels seus sistemes naturals. Conté una gran diversitat florística i unitats de vegetació pròpies dels estatges alpí i subalpí, amb espècies borealpines molt rares. També conté elements interessants de la gran fauna, com per exemple l'os bru.

## Medi físic
En aquest Espai els cims estableixen la divisòria entre dues conques hidrogràfiques, la de la Garona i la de la Noguera Pallaresa. És un espai plenament alpí, on el resultat del relleu és degut a importants processos de dinàmica glacial. El conjunt de l'Espai forma una àrea extensa de gran diversitat paisatgística, a causa tant de la diversitat de substrats (fil·lites, calcàries, granits, pissarres, etc.), que formen un relleu abrupte i molt variat, com de la diversitat microclimàtica (solells, obacs, etc.). Aquest extraordinari canvi de substrats dona una gran diversitat a la flora de l'espai (espècies calcícoles i silicícoles que s'alternen en el territori).

## Fauna i flora

### Biodiversitat
La funció principal dels espais naturals protegits de Catalunya és conservar mostres representatives de la fauna, la flora i els hàbitats propis del territori, de manera que es puguin desenvolupar els processos ecològics que donen lloc a la biodiversitat (l'àmplia varietat d'ecosistemes i éssers vius: animals, plantes, els seus hàbitats i els seus gens). L'espai natural protegit de Marimanha mostra una gran diversitat florística i unitats de vegetació pròpies dels estatges alpí i subalpí, amb espècies boreoalpines molt rares. També s'hi poden observar elements interessants de fauna, com per exemple l'ós bru (Ursus arctos).

### Flora
Marimanha és un bon representant de la vegetació alpina, subalpina i altimontana típica del Pirineu central. Així, a l'estatge subalpí, hi ha magnífics representants de les pinedes de pi negre silicícoles i dels matollars de neret (Saxifrago-Rhododendretum), que hi ocupen una gran extensió. A l'estatge alpí, per sobre dels 2.200 - 2.300 metres, cal assenyalar la notable diversitat de comunitats vegetals: prats i pastures acidòfiles (Nardion-strictae, Festucion eskiae), prats calcícoles (Festucion gautieri, Elynion), comunitats de congestes (Arabidion coeruleae, Salicion herbaceae), comunitats rupestres (Saxifragion mediae, Androsacion vandellii), matollars (Loiseleurio, Vaccinion), comunitats de tarteres (Iberidion spathulatae), etc.
El conjunt d'aquest Espai conserva grups d'espècies pirinenques molt rares, algunes de les quals amenaçades o vulnerables (Arctostaphylus alpinus, Pedicularis rosea ssp. Allioni, Empetrum nigrum). Les comunitats d'algues són força interessants a rierols i molleres. Als prats i a les molleres d'aquest Espai, s'hi troben espècies vegetals molt interessants, com ara la tora blava (Aconitum napellus), planta, d'altra banda, altament tòxica. Les espècies estrictament protegides pel PEI són Arctostaphylos alpinus, Empetrum nigrum ssp. hermaphroditum, Pedicularis rosea ssp. allioni i Potentilla brauneana. En el cas de l'ENP, l'espècie present és Orthotrichum rogeri.

### Fauna
Junt amb els territoris adjacents, l'Espai forma una extensa regió natural, cosa fonamental per a la gran fauna. Els biòtops alpins i subalpins sostenen una rica i variada fauna típicament pirinenca (mamífers, rèptils, amfibis). A més, el canvi de vessant que estableixen els cims té una gran influència quant a la distribució de la fauna i fa que l'Espai de Marimanha sigui el límit d'àrea de distribució per a moltes espècies septentrionals, com la rata talpera (Arvicola terrestris), l'almesquera (Galemys pyrenaicus), la musaranya de Millet (Sorex coronatus), el talpó de tartera (Chionomys nivalis) o la musaranya pirinenca d'aigua (Neomys fodiens).
S'hi troben bones densitats d'isard (Rupicapra pyrenaica), cérvol (Cervus elaphus) i gat salvatge (Felis sylvestris). Això, afegit al fet que hi abundin d'altres artiodàctils, fa que aquesta àrea sigui prou bona per als grans ocells carronyaires, dins una zona d'importància per als immadurs de trencalòs (Gypaetus barbatus). Junt amb l'Espai veí de l'Alt Àneu, mostra l'interès de conservar biòtops per on transita l'os bru (Ursus arctos).
Un altre element que cal assenyalar és que els boscos de l'Espai són un bon reducte per a les poblacions de gall fer (Tetrao urogallus), que se situa entre el Pallars i l'Aran. També es presenta a l'Espai el mussol pirinenc (Aegolius funereus). D'altra banda, les zones més altes són freqüentades per la perdiu blanca (Lagopus mutus). Pel que fa als rèptils un representant interessant és la sargantana pirinenca (Lacerta bonnali). Hi ha dos grups d'invertebrats (coleòpters i lepidòpters) d'especial interès a la zona per la seva diversitat i singularitat. Per exemple, alguns tàxons interessants de lepidòpters presents en aquest EIN són: Maculinea arion, Parnassius mnemosyne i Parnassius apollo. Cal subratllar, així mateix, les capçaleres dels rius pel seu interès piscícola; hi troben el seu límit de distribució en l'àmbit europeu una sèrie de peixos, com per exemple la truita comuna (Salmo trutta). Cal esmentar també la riquesa de l'Espai en comunitats de macroinvertebrats.
En el cas de l'ENP de Marimanha, les espècies presents són: Callimorpha quadripunctaria, Chondrostoma miegii, Euphydryas aurinia, Galemys pyrenaicus, Graellsia isabelae, Iberolacerta aurelioi (Lacerta bonnali), Lucanus cervus, Lutra lutra, Myotis blythii, Rhinolophus euryale, Rhinolophus ferrumequinum, Rhinolophus hipposideros, Ursus arctos. En el cas de l'ENP de Marimanha, les espècies d'ocells presents són: Pernis apivorus, Milvus migrans, Milvus milvus, Gypaetus barbatus, Circaetus gallicus, Aquila chrysaetos, Hieraaetus pennatus, Falco peregrinus, Tetrao urogallus, Bubo bubo, Aegolius funereus, Caprimulgus europaeus, Alcedo atthis, Dryocopus martius, Lullula arborea, Anthus campestris, Sylvia undata, Lanius collurio, Pyrrhocorax pyrrhocorax, Emberiza hortulana, Lagopus mutus pyrenaicus, Perdix perdix Hispaniensis.

## Vulnerabilitat
Entre els diferents impactes que es produeixen en aquest ENP cal remarcar l'afluència turística, que és intensa en alguns punts, amb efectes molt localitzats (deixalles, degradació de la vegetació, eutrofització de les aigües, etc.). A les zones d'alt risc geològic, les activitats antròpiques comporten un augment del perill d'allaus, d'esllavissades i d'erosió.
Alguns punts de l'Espai presenten un risc geològic alt (el barranc d'Unhola, les riberes de port d'Orla i d'eth Forcall, el riu Porquer i sectors de la Noguera Pallaresa), amb moviments ràpids per allaus de neu, zones amb esllavissades superficials i zones d'erosió intensa. En alguns punts alts també tenen lloc fenòmens periglacials (aproximadament 1/3 de l'Espai). Les comunitats vegetals són també força fràgils, especialment a congesteres i molleres.

## Aspectes socioeconòmics
En aquest Espai s'hi practica la ramaderia, amb ramats de vaca bruna dels Pirineus que freqüenten els prats. En alguna raconada també s'hi fan aprofitaments silvícoles. És una zona relativament sovintejada per l'ús turisticoesportiu. S'hi troben algunes pistes forestals, al pla de Beret, Alós d'Isil- Montgarri; i hi ha algunes bordes disperses, el poble abandonat de Montgarri i el monestir que porta el mateix nom.
Comprèn una reserva Nacional de Caça del 99,54% de la seva superfície. El 99,54% de la superfície figura en el Catàleg de forests d'utilitat pública (CUP) o té algun tipus de conveni amb ajuntaments o particulars.
Pel que fa als usos del sòl, el 60,63% és de vegetació arbustiva i herbàcia, l'espai de roques, tarteres, glaceres, coves és el 19,58%, els boscos ocupen el 17,40%, les molleres i aiguamolls l'1,68% i les aigües continentals el 0,26%. No hi ha terres agrícoles i àrees antròpiques.

## Protecció
L'Espai Natural Protegit de Marimanha va ser incorporat al PEIN pel Decret 328/1992, pel qual s'aprovava el PEIN. Aquest Espai va ser declarat per primera vegada com a LIC el 1997 i com a ZEPA el 2001; posteriorment va ser ampliat com a espai Natura 2000 mitjançant l'Acord del Govern 112/2006, de 5 de setembre, que va aprovar la xarxa Natura 2000 a Catalunya (DOGC 4735, de 6-10-2006) Així mateix, mitjançant el Pla especial se'n va fer la delimitació definitiva. Aquest Pla complementa el règim normatiu bàsic de protecció establert pel PEIN amb determinacions específiques per a aquest Espai. Aquest espai forma part del grup d'espais gestionat pel Consell General de l'Aran.